# Kateřina Falk
Kateřina Falk (* 5. února 1984 Zlín) je česká fyzička zabývající se laboratorní astrofyzikou, fyzikou plazmatu a lasery.
Vystudovala Imperial College London a doktorát získala na Oxfordské univerzitě. Jako vědkyně pracovala v Národní laboratoři Los Alamos v Novém Mexiku. Podílela se na vývoji laserového centra ELI Beamlines v Dolních Břežanech u Prahy. V současnosti vede vlastní výzkumnou skupinu v Helmholtz centru v Drážďanech-Rossendorfu a přednáší na Technické univerzitě v Drážďanech. Od roku 2018 působí jako vědkyně na Akademii věd České republiky.
Je držitelkou ceny Britského parlamentu SET for Britain pro mladé vědce (2011), zvláštního výročního ocenění vědeckých týmů v Los Alamos LAAP (2012) a českého Neuron Impulsu (2017). Přednášela na mnoha popularizačních i odborných akcích, např. na TedX talku ve Zlíně, každoroční konferenci žen ve vědě pod AVČR či sympoziích v USA, Japonsku, Belgii, Francii a Maďarsku. Aktivně popularizuje vědu, ve spolupráci s nakladatelstvím Nová beseda vydala knihu pro širokou veřejnost Co je nového ve fyzice (2018).

## Publikace
- Co je nového ve fyzice. Nová beseda, Praha, 2018. ISBN 978-80-906751-6-2